# Tor Bomann-Larsen
Tor Bomann-Larsen (* 26. April 1951 in Drammen) ist ein norwegischer Schriftsteller und Zeichner. Er ist Mitglied der Norwegischen Akademie.
Besondere Aufmerksamkeit erhielt er für seine Biografien, etwa über Roald Amundsen, insbesondere aber für das großangelegte, acht-bändige Werk Haakon & Maud, eine Geschichte des Norwegischen Königshauses von 1905 bis 1957, für dessen zweiten Band Folket er 2004 mit dem Bragepreis ausgezeichnet wurde. 

## Bibliographie
- Kongen. Haakon & Maud VIII (2019)
- Hjemlandet. Haakon & Maud VII (2016)
- Svaret. Haakon & Maud VI (2013)
- Æresordet. Haakon & Maud V (2011)
- Makten. Haakon & Maud IV (2008)
- Vintertronen. Haakon & Maud III (2006)
- Folket. Haakon & Maud II (2004)
- Kongstanken. Haakon & Maud I (2002)
- Sporet fra Ødemarken Glossen (2001)
- Livlegen Roman (1999)
- Det usynlige blekk Biografie (1997)
- Den siste prinsen Bilderbuch (1996)
- Roald Amundsen Biografie (1995)
- Lille Sonjas store pappa Bilderbuch (1993)
- Den evige sne historischer Essay (1993)
- Roalds tur Bilderbuch (1992)
- Turen til Nordpolen Bilderbuch (1991)
- De fleste har nok med å leve biografischer Essay (1991)
- Olavs første skitur Bilderbuch (1990)
- Da det gjaldt Satire (1990)
- Adolfs menn Comic (1990)
- Den perfekte politiker Satire (1989)
- Drama i Bayern Comic (1987)
- Fridjof & Hjalmar Comic (1986)
- 1905 Comic (1985)
- Glipp 2 & jakten på åndslivet avistegninger (1982)
- Glipp avistegninger (1981)

## Auszeichnungen
- 1986 – Kultur- og kirkedepartementets tegneseriepris for barne- og ungdomslitteratur, for Fridtjof og Hjalmar
- 1987 – Sproingprisen, für Drama i Bayern
- 1993 – Cappelenprisen
- 2004 – Bragepreis für Fachliteratur, für Folket. Haakon & Maud II

| Personendaten    | Personendaten                            |
| ---------------- | ---------------------------------------- |
| NAME             | Bomann-Larsen, Tor                       |
| KURZBESCHREIBUNG | norwegischer Schriftsteller und Zeichner |
| GEBURTSDATUM     | 26. April 1951                           |
| GEBURTSORT       | Drammen                                  |